# Gustave Naville
Pour les articles homonymes, voir Naville.
Gustave Naville (né le 17 octobre 1848 à Genève et mort le 6 novembre 1929 à Kilchberg) est un ingénieur suisse ayant notamment travaillé dans la construction navale.

## Biographie
Il effectue sa scolarité à Genève puis des études d'ingénieur mécanicien à l'École polytechnique fédérale de Zurich entre 1867 et 1870. Il est travaille ensuite chez Escher Wyss à Zurich, en devient président de la direction en 1882 et délégué du conseil d'administration  de 1889 à 1902. Il travailla sur la construction de bateaux à vapeur et de turbines.
En 1887 il est cofondateur de la Société métallurgique suisse puis en 1888 de la future Alusuisse, dont il est vice-président puis président en 1915 et directeur général en 1920. Il est administrateur du Crédit suisse de 1892 à 1900. Il est cofondateur puis (de 1883 à 1928) de la Société suisse des fabricants de machines, président de l'Association patronale suisse de l'industrie des machines (de 1905 à 1929), cofondateur et président de l'Union centrale des associations patronales suisses (de 1908 à 1921), président de la Société suisse des ingénieurs et des architectes (de 1907 à 1912).
De 1891 à 1927 il est membre du conseil de l’École polytechnique fédérale de Zurich, il en devient vice-président en 1898. Il en est docteur honoris causa en 1918.
En 1898 il obtient le grade de colonel de l'armée suisse.